# Thị giác ban đêm

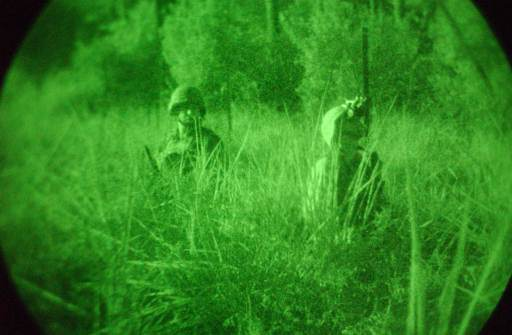
Hình ảnh hai người lính Mỹ trong Chiến tranh Iraq năm 2003 được quan sát qua một máy tăng cường hình ảnh.

Thị giác ban đêm là khả năng nhìn trong điều kiện ánh sáng yếu một cách tự nhiên với tầm nhìn xa hoặc thông qua thiết bị quan sát ban đêm. Tầm nhìn ban đêm đòi hỏi phải có dải quang phổ đủ rộng và đủ cường độ. Con người có thị lực ban đêm kém so với nhiều loài động vật như mèo, một phần là do mắt người thiếu tapetum lucidum, mô phía sau võng mạc phản xạ ánh sáng trở lại qua võng mạc, do đó làm tăng ánh sáng có sẵn cho các cơ quan thụ cảm ánh sáng.